# Scopula clarivialis
Scopula clarivialis är en fjärilsart som beskrevs av Louis Beethoven Prout 1931. Scopula clarivialis ingår i släktet Scopula och familjen mätare. Inga underarter finns listade.